# Балуховский, Николай Филиппович
Николай Филиппович Балуховский (09.05.1899 — 06.01.1977) — советский геолог-нефтяник, лауреат Ленинской премии.

## Биография
Родился в с. Ольховец (ныне Новоушицкий район Хмельницкой области) в семье военнослужащего. Детство и юность провёл в Чарджоу (Туркмения).
Участник Гражданской войны (Закаспийский фронт).
Окончил Московскую горную академию (1926, учился сначала на техническом факультете Туркестанского университета).
В 1926—1937 гг. работал в геологических организациях Кавказа, Сибири, Средней Азии. С 1937 г. изучал нефтегазоносность территории Украинской ССР.
В 1944—1959 и 1962—1977 гг. научный сотрудник института геологических наук АН Украинской ССР. В 1963—1969 начальник отдела глубинного геологического картирования. С 1970 г. старший научный сотрудник — консультант. В 1959—1962 гг. советник-консультант Министерства геологии Болгарии.
Умер 6 января 1977 г. после тяжелой продолжительной болезни. Похоронен на Байковом кладбище Киева (северная часть участка № 33).

## Научная деятельность
Доктор геолого-минералогических наук (1957). Автор монографии «Геологические циклы» (1966).
Один из первооткрывателей Шебелинского газового месторождения.
Монография
Новые геологические методы в нефтегазразведке [Текст] / Н. Ф. Балуховский ; АН УССР, Ин-т геол. наук. — Киев : Наукова думка, 1972. — 139 с., [2] л. схем. : черт., карты ; 21 см. — Библиогр.: с. 132—136. — 1000 экз.

## Награды
- Ленинская премия (1959),
- Димитровская премия НРБ (1964).